# Roscoe Bay Park
Roscoe Bay Park är en park i Kanada.   Den ligger i Strathcona Regional District och provinsen British Columbia, i den sydvästra delen av landet, 3 600 km väster om huvudstaden Ottawa. Roscoe Bay Park ligger 92 meter över havet. Den ligger på ön West Redonda Island.
Terrängen runt Roscoe Bay Park är huvudsakligen kuperad, men åt nordost är den bergig. Havet är nära Roscoe Bay Park åt sydost. Trakten är glest befolkad. Närmaste större samhälle är Lund, 19,9 km söder om Roscoe Bay Park. 
I omgivningarna runt Roscoe Bay Park växer i huvudsak barrskog.